# Tajna agentka
Tajna agentka (ang. So Undercover) – film produkcji amerykańskiej zrealizowany przez Toma Vaughana, który pojawił się na ekranach kin w marcu 2012. W filmie główne role zagrają Miley Cyrus, Jeremy Piven, Mike O’Malley i Kelly Osbourne. Fabuła filmu została napisana przez Allana Loeba. Scenariusz został stworzony przez Stevena Pearla.

## Fabuła
Molly Morris (Miley Cyrus) - typowa nastolatka, która pracuje jako prywatny detektyw w zastępstwie swojego ojca (Mike O’Malley) aż do momentu, gdy on otrzymuje swoją pracę z powrotem. Molly otrzymuje ofertę pracy w FBI dzięki której zyskuje pieniądze, które stracił jej ojciec. Molly otrzymuje misję, podczas której musi ochronić córkę gangstera, Alex (Lauren McKnight) po tym, jak staje się członkiem FBI. Jest ona zmuszona do bycia niewulgarną, kulturalną dziewczyną ze studenckiego koła zainteresowań. Wiele scen do filmu było nagrywanych w kampusie Tulane University.
W siedzibie bractwa sióstr, Molly, pod pseudonimem Brooke Stonebridge, szuka wszelkich wskazówek i informacji o Alex. Poza pracą zakochuje się w Nicolasie.

## Obsada
- Miley Cyrus jako Molly Morris
- Mike O’Malley jako ojciec Molly
- Jeremy Piven jako Armon Randford
- Kelly Osbourne jako Becky Slotsky
- Eloise Mumford jako Sasha Stolezinsky / Suzy Walters
- Lauren McKnight jako Alex
- Megan Park jako Cotton Roberts
- Morgan Calhoun jako Hunter Crawford
- Alexis Knapp jako Taylor Jaffe
- Joshua Bowman jako Nicolas Dexter
- Matthew Settle jako profesor Talloway